# Diether Blüm
Diether Blüm (* 24. April 1924 in Bensheim; † 29. September 2001 ebenda) war Leiter des Museums und des Archivs der Stadt Bensheim und ein populärer Bensheimer Lokalhistoriker und Autor.

## Leben
Nach Abitur, der Lehre zum Kaufmannsgehilfen und Tätigkeiten in diesem Beruf trat Diether Blüm 1965 in den Dienst der Stadtverwaltung Bensheim ein, zuerst beim Weingut der Stadt Bensheim. Ab 1967 war er im städtischen Archiv tätig und konnte so Beruf und sein Interesse für die Heimatforschung verbinden. Von 1979 bis 1990 leitete er das Archiv. 1971 (bis 1981) trat er als Leiter des damaligen Museum Bensheims die Nachfolge von Richard Matthes an, der nach 1947 für den Wiederaufbau des im Krieg zerstörten Museums zuständig war.

## Schaffen
Als Archivar war Diether Blüm verantwortlich für das „Gedächtnis der Stadt Bensheim“ in über eintausend laufenden Aktenmetern. Die frühesten Originalurkunden reichen bis zum Jahr 1258 zurück. Er verstand seine Aufgabe sehr bürgernah. Unter anderem gelang es ihm ehrenamtliche Mitarbeiter generationenübergreifend für einfache wie auch anspruchsvolle Tätigkeiten im Museums- und Archivbereich zu begeistern. Auch neben dem Beruf beschäftigte er sich intensiv mit der Heimatforschung, z. B. als Schriftleiter der Bergsträßer Heimatblätter, einer regelmäßigen Beilage des Bergsträßer Anzeigers. Darüber hinaus hielt er heimatgeschichtliche Vorträge und Stadtführungen. Selbst als Büttenredner brachte er den Zuhörern sein Thema nahe. Als Autor stadtgeschichtlicher Veröffentlichungen war er außerordentlich produktiv; seinen Nachlass zur Geschichte der Stadt Bensheim – etwa 20 Regalmeter – vermachte er dem Institut für Personengeschichte in Bensheim. Ebenso verdienstvoll waren seine Bemühungen um das Heimatmuseum: primär sammelnd, für die Nachwelt interpretiert bewahrend und lokal orientiert.
Er gehörte unter anderem zu den Gründungsmitgliedern des VORNERUMtheaters. Dessen erstes Stück Hinnerum – Dilltapp und die Fraa vun Bensem, das 1992 aufgeführt und 2014 anlässlich des Hessentags in Bensheim neu inszeniert wurde, ist durch den Stadtarchivar in den Jahren 1991/92 dank seiner reichhaltigen und detaillierten Kenntnisse über die Geschichte der Stadt Bensheim entscheidend mitgestaltet worden. Im Stück selbst hatte er die Rolle des Stadtschreibers inne. Außerdem zeigt das VORNERUMtheater seit dem Jahre 2004 regelmäßig die szenische Stadtführung Wenn Steine erzählen könnten, deren Titel auf ein Buch von Diether Blüm zurückgeht.

## Veröffentlichungen
Schriften von Diether Blüm im Katalog der Deutschen Nationalbibliothek:
- Alte Bensheimer Fachwerkhäuser und ihre Geschichte. Herausgeber: Magistrat der Stadt Bensheim, Bensheim 1980.
- Bensheimer Schulhäuser im Wandel der Jahrhunderte. Verlag Bergsträßer Anzeiger, Bensheim 1992.
- Adelsfamilien im alten Bensheim. K+G Verlag, Bensheim 1995.
- Wenn Steine erzählen könnten ... Verlag der Wochenzeitung "Der Bensemer", Bensheim 1996.
- Mit Martin Hellriegel: Bensheim anno. W. Hess, Bensheim 1976
- Mit Berthold Mäurer: Unsere Stadt gestern – heute. 130 Jahre Fotografie in Bensheim. Verlag Berthold Mäurer, Bensheim 1990. ISBN 3-9801435-2-X

Andere Schriften von Diether Blüm (Auswahl):
- Bildmappe Bensheim: Mit Beiträgen zur Stadtgeschichte von Diether Blüm. Jedermann-Verlag Dr. Otto Pfeffer, Heidelberg 1978. ISBN 3-920506-03-0
- Aus der Geschichte der Stadt Bensheim. Herausgeber: Magistrat der Stadt Bensheim, Bensheim 1989.
- Aus der Geschichte der Stadt Bensheim 1918 - 1932. Verlag Bensheimer Anzeiger, Bensheim 1991.
- Die vornehmste Stadt in der Bergstraß': Bensheim. In: Stadtluft macht frei. Hessische Stadtportraits – eine Reise in die Vergangenheit. Herausgeber: Hans Sarcowicz, Stuttgart 1993.
- Mit Oswald Sudheimer: Hauptstraße 65. Herausgeber: Sparkasse Bensheim, Bensheim ohne Jahr.

Veröffentlichungen von Diether Blüm in Periodica:
- Bergsträßer Heimatblätter. Beiträge zur Heimatkunde von Bensheim und Umgebung. Beilage des "Bergsträßer Anzeiger".
- Geschichtsblätter des Kreises Bergstraße. Verlag Laurissa, Lorsch.